# Jehuda Mualam

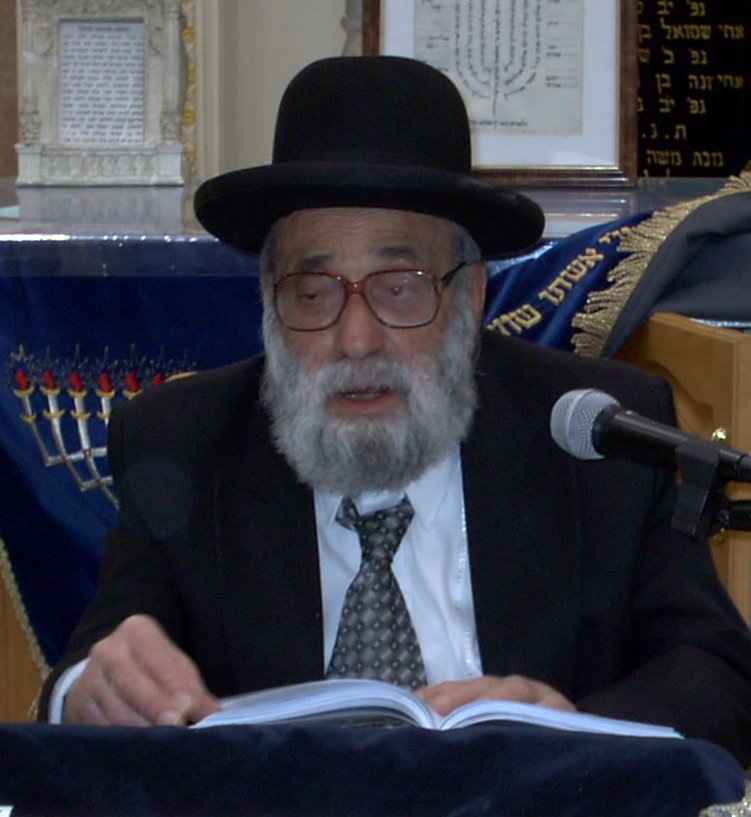
Jehuda Mualam

Rabbi Jehuda Mualam (* 1921; † im Oktober 2010 in Jerusalem) war ein jüdischer Gelehrter und geistiger Führer im Jischuw und in Israel.
Mit 24 Jahren wurde er Rabbiner der Twig-Synagoge im Mekor Baruch-Viertel in Jerusalem. Ab dem Alter von 28 Jahren unterrichtete er 62 Jahre lang in der angesehenen Jeschiwat Porat Josef in Jerusalem, zu deren Rosch Jeschiwa er später als Nachfolger von Ben Zion Abba Schaul ernannt wurde.
An seinem Begräbnis auf dem Har Hamenuchot-Friedhof nahmen Tausende Menschen teil.

## Quelle
- Die Jüdische Zeitung, Nr. 40, Zürich, 8. Oktober 2010, Seite 3